# Romorantin-Lanthenay
Romorantin-Lanthenay é uma comuna francesa na região administrativa do Centro, no departamento Loir-et-Cher. Estende-se por uma área de 45,34 km², com 17 865 habitantes, segundo os censos de 1999, com uma densidade 394 hab/km².